# بهار کشنده
بهار کشنده نام یک کتاب ادبی است که توسط لایوش زیلاهی، نویسندهٔ اهل مجارستان نوشته شده‌است. این کتاب یکی از آثار مشهور ادبی جهان است.